# 드네프르 로켓
드네프르(러시아어: Днепр)는 우크라이나 유즈노예가 생산하는 우주발사체이다. 세계최대의 ICBM인 SS-18 사탄 미사일을 4.5톤의 상업용 위성발사에 사용한다. 카자흐스탄 바이코누르 우주 기지와 러시아 야스니 발사장에서 발사된다.

## 이름
드네프르 또는 드니프로는 로켓의 설계국인 유즈노예와 로켓의 제조공장인 유즈마쉬가 위치한 도시이다. 우크라이나 4번째 대도시이다. 드네프르시에는 드네프르강이 흐른다.

## 대한민국
2013년 대한민국의 4번째 다목적위성인 아리랑 5호 발사가 드네프르에 탑재되어 발사에 성공했다.
이후 2015년 3월26일 오전 7시 5번째 다목적위성인 아리랑 3A호가 드네프르에 탑재되어 발사에 성공했다.

## 같이 보기
- RD-263